# Альята
Альята (итал. agliata от aglio, «чеснок»; лигурийский: aggiadda) — чесночный соус и приправа в итальянской кухне, используемая для ароматизации и сопровождения жареного или вареного мяса, рыбы и овощей . Употребление впервые засвидетельствовано в Древнем Риме. Он до сих пор широко используется в итальянской кухне . 
Альята используется в кухне Генуи и Лигурии для мяса и рыбы и была описана как «лигурийская классика» .
Также считается традиционным блюдом города Боза в провинции Ористано на Сардинии. Это традиционный соус, широко используемый в прошлом, особенно рыбаками, которым нужно было хранить продукты в течение длительного времени.

## Приготовление
Соус готовят из нарезанных на мелкие кусочки вяленых помидоров, обжаренных с маслом и чесноком и рубленой петрушкой, с добавлением очищенных помидоров, масла и уксуса. Также иногда для соуса панировочные сухари замачивают в уксусе. Его приготовление включает в себя эмульгирование ингредиентов для предотвращения разделения, что достигается путем медленного добавления оливкового масла при постоянном взбивании смеси. Обычно он сопровождает жареное или варёное мясо, рыбу и овощи .
Используется для маринования рыбы, такой как скаты, акулы, осьминоги, а также бараньих ног.
Сегодня соус также используют для приготовления говяжьей печени: её нарезают соломкой и готовят на сковороде с добавлением соуса в конце тушения.

## Варианты
Зеленая альята — это пьемонтский рецепт, основанный на петрушке и местной рикотте.
Поррата — аналогичный соус, приготовленный из лука-порея (porri по-итальянски) вместо чеснока.

## История
Истоки альяты восходят к Древнему Риму . Соус был описан как типичная крестьянская еда, которую также употребляли люди из высшего сословия . В венецианской кулинарной книге XIV века говорится, что альяту можно подавать «со всеми видами мяса» . В Liber de Coquina, впервые опубликованной в XIII веке, утверждается, что соус можно использоваться для «сопровождения любого вида мяса» .

## См.также
- Айоли